# Cordotomia
La cordotomia è la resezione chirurgica di fasci di fibre nervose sensitive del midollo spinale, che punta ad ottenere la perdita del dolore e della percezione della temperatura. Questa procedura è comunemente eseguita su pazienti con dolore severo a causa di cancro o altre malattie per le quali non esiste attualmente alcuna cura. La cordotomia antero-laterale è efficace per alleviare un dolore somatico unilaterale, le cordotomie bilaterali possono essere richieste per dolore viscerali o bilaterali.
La cordotomia percutanea è quella più usuale, eseguita durante una fluoroscopia digitale, mentre il paziente è sotto anestesia locale. La cordotomia aperta, che richiede una laminectomia, è spesso rischiosa per i pazienti con scarse condizioni di salute, ma può essere necessaria se quella percutanea non è fattibile o ne è stato fallito un tentativo.
È utilizzata esclusivamente per attenuare il dolore per cui il trattamento al livello 3 della scala dell'organizzazione mondiale della sanità si è rivelato inefficace.